# Li Zhesi
Li Zhesi (* 7. August 1993 in Shenyang) ist eine chinesische Schwimmerin.
Sie gewann 2007 bei den National Intercity Games über 50 Meter Freistil. Bei den Olympischen Spielen 2008 erreichte sie das Halbfinale. 2009 wurde sie kurz vor ihrem 14. Geburtstag bei den Weltmeisterschaften mit der 4-mal-100-Meter-Lagenstaffel in der Weltrekordzeit von 3:52,19 min Weltmeisterin. Bei den Kurzbahnweltmeisterschaften 2010 gewann sie mit der 4-mal-100-Meter Freistilstaffel die Bronzemedaille. Im März 2012 war ein Dopingtest von ihr positiv auf EPO und sie wurde für zwei Jahre gesperrt.